# Formátovaný text
Formátovaný text je v informatice označení uložení textu do souboru ve formě, kdy jsou uloženy též informace o formátování (fonty, velikost písma, nadpisy, odkazy…). Doplňující informace jsou uloženy buď v čitelné podobě (výsledný soubor je textový – například HTML, XML, OpenDocument, TeX, OOXML pro Microsoft Office) nebo jsou formátovací informace uloženy v nečitelné podobě jako binární data, která neodpovídají tisknutelným znakům (soubory .DOC, .XLS a další z Microsoft Office).
Pro tvorbu formátovaného textu se používají textové procesory. Profesionální sazba se provádí pomocí pokročilých DTP programů.
Opakem formátovaného textu je prostý text, který formátovací informace neobsahuje.

## Značkovací jazyky
Značkovací jazyky vkládají formátovací informace přímo do textu v podobě specializovaných značek. Při tvorbě formátovaného textu pomocí textového editoru jsou značky viditelné. Avšak v případě, že se použije HTML editor nebo textový procesor, značky viditelné nebudou a uživatel bude přímo upravovat vzhled textu, jak je zvyklý z WYSIWYG editorů.
V následujícím příkladu je vlevo uveden HTML (HyperText Markup Language, tj. hypertextový jazyk značek) a v pravé části tabulky je zobrazen text tak, jak ho zobrazí například webový prohlížeč nebo WYSIWYG editor:
| Zobrazení včetně značek                                  | Skutečné zobrazení)             |
| -------------------------------------------------------- | ------------------------------- |
| <big>Velký</big> pes <i>kňučel</i>. <b>Hodně</b> kňučel. | Velký pes kňučel. Hodně kňučel. |